# Raoul Saurat
Pas d'image ? Cliquez ici

a Compétitions nationales et continentales officielles uniquement.

Dernière mise à jour le 30 avril 2013.
Raoul Saurat, né le 9 juin 1929 à Laruns dans les Basses-Pyrénées et mort le 29 mars 1997 à Toulouse, est un joueur français de rugby à XV qui évolue au poste de talonneur.

## Biographie
Raoul Saurat joue en club avec le FC Lourdes, équipe avec laquelle il n'a jamais perdu de match à domicile[réf. nécessaire]. Il remporte la Coupe de France en 1951[réf. nécessaire] et le Championnat de France en 1952 après la finale remportée contre Perpignan sur le score 20 à 11 au stadium de Toulouse,. En 1953, il se blesse en demi-finale contre l'US Cognac, ce qui l'empêche de disputer la finale contre le Stade montois[réf. nécessaire] et remportée par son club sur le score de 21 à 16. Par la suite, il porte les maillots du SC Angoulême, l'US Albi et du Stadoceste tarbais.

## Palmarès
- Vainqueur du Championnat de France en 1952
- Vainqueur de la Coupe de France en 1951